# دانييل كوليكوف
دانييل كوليكوف (بالروسية: Даниил Михайлович Куликов)‏ هو لاعب كرة قدم روسي في مركز الوسط، ولد في 24 يونيو 1998 في موسكو في روسيا. لعب مع لوكوموتيف موسكو.

## وصلات خارجية
- دانييل كوليكوف على موقع قاعدة بيانات كرة القدم.إي يو (الإنجليزية)
- دانييل كوليكوف على موقع Soccerway.com (الإنجليزية)
- دانييل كوليكوف على موقع عالم كرة القدم.نت (الإنجليزية)